# 오하시 유이
오하시 유이(일본어: 大橋 悠依, 1995년 10월 18일~)는 일본의 수영 선수로 주 종목은 혼영이다. 2020년 하계 올림픽에서 여자 개인혼영 200m와 400m에서 금메달을 획득하여 2관왕에 올랐다.